# Josep Maria Guix
Josep Maria Guix i Ferreres (* 19. Dezember 1927 in La Coromina, Ortsteil von Cardona, Katalonien; † 28. Juni 2009) war Bischof von Vic, Katalonien.

## Leben
Josep Maria Guix studierte an den Priesterseminaren von Solsona und Barcelona und empfing am 31. Mai 1952 die Priesterweihe. Er wurde an der Päpstlichen Universität Comillas in Theologie und an der Päpstlichen Universität Salamanca in Sozialwissenschaften promoviert. Anschließend absolvierte er noch ein Studium der Psychologie an der Universität von Madrid. Am Instituto Social León XIII de Madrid war er zunächst Assistent, später Professor und mit der Angliederung an die Päpstliche Universität Salamanca erster Dekan. Er galt als Kenner der Katholischen Soziallehre.
Papst Paul VI. ernannte ihn 1968 zum Titularbischof von Sistroniana und bestellte ihn zum Weihbischof im Erzbistum Barcelona. Die Bischofsweihe am 14. Dezember 1968 spendete ihm der Apostolische Nuntius in Spanien und spätere Kurienkardinal sowie oberster Richter der Apostolischen Pönitentiarie Luigi Dadaglio; Mitkonsekratoren waren Marcelo González Martín, Erzbischof von Barcelona, und Gregorio Modrego y Casaus, Alterzbischof von Barcelona.
Papst Johannes Paul II. ernannte ihn 1983 zum Bischof des im 5. Jahrhundert gegründeten Bistums Vic. Im Juni 2003 wurde seinem altersbedingten Rücktritt zugestimmt; bis zum Amtsantritt seines Nachfolgers war er als Apostolischer Administrator tätig.
Er engagierte sich insbesondere für die Caritas-Stiftung „Sin cadenas“, eine Einrichtung für die Rehabilitation von Drogenabhängigen. Er war Mitglied und Präsident der bischöflichen Kommission für soziale Pastoral der spanischen Bischofskonferenz und langjähriges Mitglied der „Sozialen spanischen Woche“. Er war Präsident der „Stiftung Paul VI.“, mit Sitz in Madrid.